# اكمة مشراح (حزم العدين)
اكمة مشراح

تعديل مصدري - تعديل

اكمة مشراح محلة تابعة لقرية المراون، التابعة لعزلة الابعون بمديرية حزم العدين إحدى مديريات محافظة إب في الجمهورية اليمنية، بلغ تعداد سكانها 26 حسب تعداد اليمن لعام 2004.